# Grand Tower
Grand Tower és una població dels Estats Units a l'estat d'Illinois. Segons el cens del 2000 tenia 624 habitants.

## Demografia
Segons el cens del 2000, Grand Tower tenia 624 habitants, 268 habitatges, i 169 famílies. La densitat de població era de 191,2 habitants/km².
Dels 268 habitatges en un 32,1% hi vivien nens de menys de 18 anys, en un 49,3% hi vivien parelles casades, en un 8,6% dones solteres, i en un 36,9% no eren unitats familiars. En el 33,6% dels habitatges hi vivien persones soles el 16,8% de les quals corresponia a persones de 65 anys o més que vivien soles. El nombre mitjà de persones vivint en cada habitatge era de 2,33 i el nombre mitjà de persones que vivien en cada família era de 2,99.
Per edats la població es repartia de la següent manera: un 26,1% tenia menys de 18 anys, un 8,5% entre 18 i 24, un 27,2% entre 25 i 44, un 22,8% de 45 a 60 i un 15,4% 65 anys o més.
L'edat mediana era de 39 anys. Per cada 100 dones de 18 o més anys hi havia 91,3 homes.
La renda mediana per habitatge era de 27.135 $ i la renda mediana per família de 40.000 $. Els homes tenien una renda mediana de 34.375 $ mentre que les dones 23.750 $. La renda per capita de la població era de 14.525 $. Aproximadament l'11,3% de les famílies i el 20,9% de la població estaven per davall del llindar de pobresa.

## Poblacions properes
El següent diagrama mostra les poblacions més properes.